# Blei(II)-bromid
Blei(II)-bromid ist ein Bleisalz, welches in der Elektronikindustrie eingesetzt wird und bei der Verbrennung von verbleitem Benzin aus 1,2-Dibromethan und Tetraethylblei entsteht.

## Eigenschaften
Blei(II)-bromid zeigt Photolumineszenz unter UV-Licht bei niedrigen Temperaturen (< 200 K). Es kristallisiert orthorhombisch, Raumgruppe Pmnb (Raumgruppen-Nr. 62, Stellung 2), mit den Gitterparametern a = 4,71 Å, b = 8,02 Å, c =9,48 Å.

## Verwendung
Blei(II)-bromid wird in der Elektronikindustrie als Dünnschicht-Material eingesetzt. Weiterhin kann es zur elektrolytischen Erzeugung von Blei (z. B. als Schulversuch) und als Ausgangsstoff für Komplexverbindungen eingesetzt werden.